# Picture This Live
Albums de Blondie
Denis
(1996) Atomic - The Very Best of Blondie
(1998)
Picture This Live est un album live  du groupe Blondie édité par EMI/Capitol Records en édition limitée en 1997 et 1998 aux États-Unis. Il a été plus tard diffusé au Royaume-Uni et en Europe avec une couverture alternative sous le titre Blondie Live: Philadelphia 1978 / Dallas 1980 en 1999.

## Histoire
Picture This Live est sorti après que Blondie se soit réuni en 1997 avec des morceaux pris lors de différents concerts compilés ensemble pour donner l'apparence d'un unique concert. Néanmoins, cela a conduit à de légères incohérences. Par exemple, Debbie Harry introduit "Picture This" comme "quelque chose de nouveau", alors qu'il y a des chansons de l'album suivant sur cet enregistrement.
Étonnamment, la chanson A Shark In Jets Clothing qui est jointe à I Know But I Don't Know sur la piste 11 est oubliée de la liste des chansons sur toutes les éditions de l'album.
Des versions live de I Know But I Don't Know et Hanging on the Telephone de cet album ont été par la suite ajoutées comme bonus tracks sur la réédition de 2001 de l'album Parallel Lines de 1978. La chanson "Detroit 442" du concert de Philadelphie n'est pas présente sur cet album, bien qu'elle soit diffusée comme bonus track sur la réédition de 2001 de l'autre album de 1978, Plastic Letters.

## Titres
1. Dreaming (Deborah Harry, Chris Stein) de Eat to the Beat, 1979– 4:07
2. In the Sun (Chris Stein) de Blondie, 1977 – 2:47
3. Hanging on the Telephone (Jack Lee) de Parallel Lines, 1978– 2:18
4. Look Good in Blue (Jimmy Destri) de Blondie, 1977 – 3:38
5. Slow Motion (Laura Davis, Destri) deEat to the Beat, 1979 – 3:22
6. Sunday Girl (Chris Stein)  de Parallel Lines, 1978 – 3:38
7. X-Offender (Deborah Harry, Gary Valentine) de Blondie, 1977 - 2:59
8. Picture This (Deborah Harry, Jimmy Destri, Chris Stein) de Parallel Lines, 1978 –  2:54
9. Denis (Neil Levenson) de Plastic Letters, 1978 – 3:10
10. Fade Away And Radiate (Chris Stein) de Parallel Lines, 1978 – 5:06
11. A Shark In Jets Clothing / I Know But I Don't Know (Destri / Frank Infante) de Blondie, 1977 / Parallel Lines, 1978 – 8:25
12. One Way or Another (Deborah Harry, Nigel Harrison) de Parallel Lines, 1978 – 6:47
13. Heart of Glass (Harry, Stein) de Parallel Lines, 1978 – 6:21
14. 11:59 (Destri) de Parallel Lines, 1978 – 4:14
15. Bang a Gong (Get It On) T. Rex cover / Funtime Iggy Pop cover) (Marc Bolan / Iggy Pop, David Bowie) - 15:26

- Morceaux 1-6 et 13-15 enregistrés en direct en 1980 à Dallas
- Morceaux 7-12 enregistrés en direct le 11 juin 1978 au Walnut Theatre de Philadelphie

## Membres

### Blondie
- Chris Stein - guitare, basse
- Deborah Harry - chant
- Clem Burke - batterie
- James Destri synthétiseurs
- Nigel Harrison – guitare basse
- Frank Infante – guitare